# Bugatti Tipo 2-10
Dal 1900 al 1909 videro la luce le prime vetture prodotte da Ettore Bugatti. Solo che non si trattava ancora della nota Casa automobilistica francese specializzata in vetture di gran lusso e prestigio: all'epoca la Casa francese non era ancora nata. Ettore Bugatti, all'epoca faceva esperienza presso alcune Case italiane attive in quegli anni. Le vetture dalla Type 1 alla Type 10 vengono tuttavia spesso trattate anche nell'ambito della produzione Bugatti, ma vennero però progettate e realizzate nell'ambito della collaborazione fra un allora giovane Ettore Bugatti ed altre Case attive all'epoca, nonché commercializzate con il marchio della Casa in cui Bugatti si trovò a lavorare. La Bugatti nacque infatti ufficialmente solo nel 1909, ma la prima vettura attribuita a Bugatti risale ancora al 1898.

## Premessa
Si trattava per lo più di vetture in esemplare unico o quasi, anche se non mancarono modelli venduti in qualche decina di esemplari. Per la maggior parte erano però studi destinati a tracciare quelle che sarebbero divenute le caratteristiche delle vetture prodotte in serie negli anni a venire.

### Tipo 1
La prima vettura attribuita alla produzione Bugatti risale al 1898 ed era realizzata nel periodo in cui Bugatti lavorava presso la fabbrica milanese della Prinetti & Stucchi, che proprio nel 1898 iniziò ad occuparsi della produzione di autovetture. La Type 1 era caratterizzata dall'essere mossa da due motori monocilindrici accoppiati, ognuno dei quali era in grado di erogare una potenza massima di 4 CV.
Con questa vettura, lo stesso Ettore Bugatti partecipò nel 1899 ad almeno due gare automobilistiche: vinse la Verona-Brescia-Mantova-Verona e arrivò terzo al circuito di Brescia.

### Tipo 2

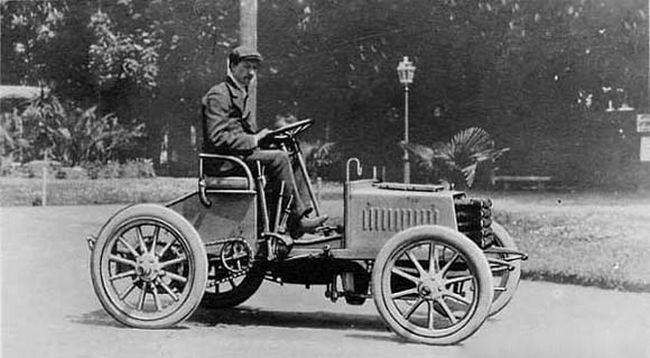
Ettore Bugatti che guida la Tipo 2

Prodotta nel 1901, la Tipo 2 era un prototipo, la prima vettura mai realizzata da Ettore Bugatti, il quale guadagnò una buona dose di fama all'Esposizione automobilistica di Milano tenutasi in quell'anno. La Bugatti, intesa come Casa automobilistica, non era ancora nata, la Type 2 era solo una vettura realizzata per conto proprio con i finanziamenti dei Conti Gulinelli di Ferrara. In particolare attirò l'attenzione del barone De Dietrich, leader di una piccola casa automobilistica francese, il quale strinse un accordo per l'acquisizione della licenza per costruire questa vettura nel suo stabilimento di Niederbronn, ma anche per assumere lo stesso Bugatti come direttore tecnico dell'azienda. La Tipo 2 era caratterizzata da alcune soluzioni all'avanguardia per l'epoca, come per esempio un piccolo cofano motore anteriore. Il suo motore era un 4 cilindri in linea da 3053 cm3, raffreddato ad acqua e con un radiatore a tubi alettati. La trasmissione era a catena, con un cambio manuale a 4 marce. Poiché questa vettura era caratterizzata da un peso piuttosto ridotto per quegli anni (solo 650 kg), la vettura poteva raggiungere una velocità massima di 60 km/h.

### Tipo 3, Tipo 4 e Tipo 5[5]
Questi tre modelli appartengono al periodo in cui Ettore Bugatti ha lavorato presso la Dietrich, tra il 1902 e il 1904. Realizzate in joint-venture con la Dietrich, furono i primi esempi di vetture prodotte in piccola serie fra quelle progettate da Bugatti. Tanto più che esse vennero prodotte e commercializzate sotto il marchio Dietrich-Bugatti. Se ne realizzarono complessivamente un centinaio di esemplari. In generale, la Tipo 3 montava un motore biblocco a 4 cilindri in linea da 5,3 litri di cubatura. Tale motore annoverava soluzioni tecniche d'avanguardia per quegli anni, come la distribuzione a valvole in testa e delle canne cilindri in lega di alluminio. La potenza massima era di 24 CV. La Tipo 4 era invece equipaggiata con un motore biblocco da 7,4 litri, sempre a 4 cilindri, ed in grado di erogare 28 Cv di potenza massima. Era simile alla Tipo 3, differenziandosene sostanzialmente per la cilindrata del motore e per il sistema di raffreddamento. Notizie più vaghe sono quelle relative alla Tipo 4, salvo il fatto che il motore erogava una potenza massima di 35 CV ed era fornito di canne cilindri in rame.
Ma durante la sua permanenza alla Dietrich, Bugatti progettò e realizzò anche una vettura da competizione che sfruttava un'evoluzione del motore da 3,1 litri già montato sotto il cofano della Tipo 2, ma con potenza portata a 50 CV. Tale vettura venne impiegata nella famosa gara Parigi-Madrid del 1903, tristemente famosa per l'incidente in cui perse la vita Marcel Renault, fratello dello storico patron della Casa francese. Purtroppo Bugatti non poté portare la vettura in gara perché non venne autorizzato dagli organizzatori dell'eventi in quanto la vettura non soddisfaceva i requisiti di sicurezza stabiliti. Nel 1904 Ettore Bugatti lasciò la Dietrich, che nel frattempo impresse un diverso indirizzo produttivo alla propria azienda.

### Tipo 6 e Tipo 7
Dopo l'esperienza lavorativa alla Dietrich, Ettore Bugatti approdò alla Mathis, già partner della Dietrich stessa per la commercializzazione delle vetture prodotte da quest'ultima. I due modelli prodotti furono integrati nella gamma Mathis e commercializzati esclusivamente con tale marchio. Vennero progettati utilizzando come base meccanica la Tipo 5 realizzata nel periodo in cui Bugatti lavorava alla Dietrich. Noti anche come Bugatti Tipo 6 e Tipo 7, questi due modelli furono in realtà venduti come Mathis Hermes. Erano vetture d'alto prestigio, prodotte tra il 1904 ed il 1907, e disponibili in tre motorizzazioni enormi, tutte a 4 cilindri: 7433, 8261 e addirittura 12064 cm³. Le potenze massime erano rispettivamente di 50, 60 e 90 CV, un ottimo risultato per l'epoca.

### Tipo 8 e Tipo 9[6]
Queste due vetture furono realizzate da Bugatti durante la sua esperienza presso la Deutz. Quando nel 1907 Bugatti lasciò la Mathis, poté usufruire di un periodo di libertà personale, in cui progettò e realizzò una uova vettura per conto proprio. La Deutz si interessò a tale vettura e, esattamente come accadde cinque anni prima con la Dietrich, acquisì la licenza da Ettore Bugatti, offrendogli un posto da direttore tecnico una volta collaudato il prototipo realizzato dall'azienda di Colonia. Da tale prototipo nacquero appunto la Tipo 8 e la Tipo 9, prodotte tra il 1907 ed il 1909, equipaggiate rispettivamente con motori da 10,6 e 3,4 litri, da 60 e 25 CV.

### Tipo 10

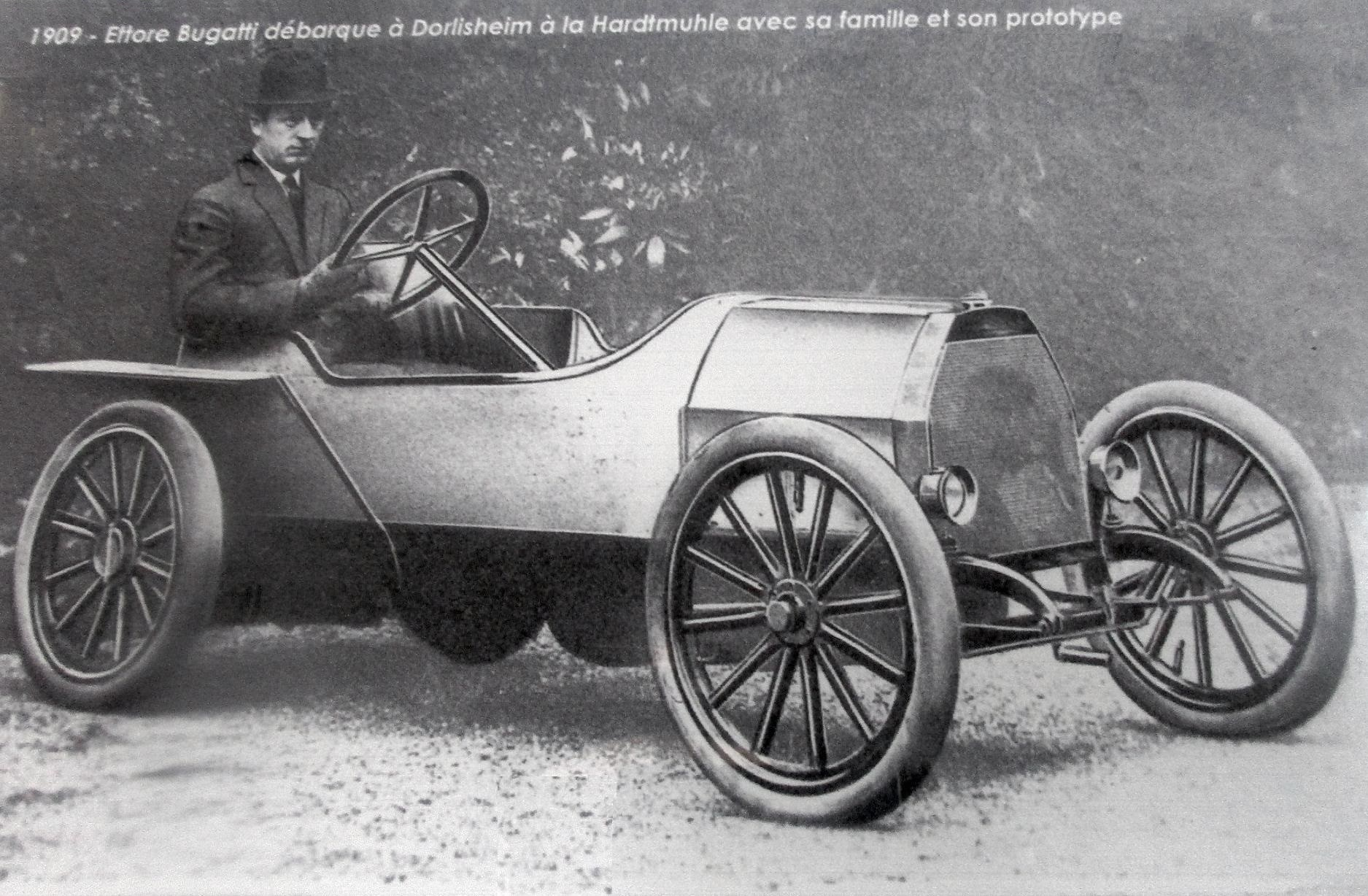
Ettore Bugatti al volante della Tipo 10

Il periodo trascorso alla Deutz fu anche l'occasione per Ettore Bugatti di realizzare un prototipo di vettura sportiva dalle dimensioni ridotte, essendo lunga appena 2,6 metri, e con un motore da 1208 cm3 in grado di erogare fino a 15 CV di potenza massima, sufficienti per raggiungere una velocità massima di 55 km/h. Le sospensioni erano ad assale rigido con balestre semiellittiche. Le prestazioni della vettura, di assoluto rilievo per quell'epoca e per una vettura dalle simili caratteristiche, spinsero lo stesso Ettore Bugatti a battezzare tale modello con il nome di Pur Sang, un nome che si ritroverà anche nei decenni seguenti a proposito della produzione Bugatti. Il giovane costruttore costruì questa vettura in un capanno all'interno del cortile della sua casa a Colonia, ma una volta ultimata si rese conto che essa non riuscì ad uscire da quel capanno per via dell'accesso troppo stretto, ragion per cui si vide costretto a smontare la vettura e a rimontarla all'esterno. La Tipo 10 fu la vettura che prefigurava la futura Bugatti Tipo 13, quasi definita del tutto in questo modello, tranne che in alcuni particolari.